# تیم ملی فوتبال زنان مغولستان
تیم ملی فوتبال زنان مغولستان (انگلیسی: Mongolia women's national football team) نماینده فوتبال زنان این کشور در رده ملی است و تحت نظارت فدراسیون فوتبال مغولستان قرار دارد.